# إيريس (الأساطير اليونانية)
إيريس (بالإنجليزية: Iris)‏ في الأساطير اليونانية، هي الربة المجسدة لقوس قزح. تعتبر رسول الآلهة إلى البشرية، وبالأخص الربة هيرا التي تحضر أوامرها إلى البشر. وهي ابنة الطيطان ثوماس والحورية إلكترا. وصوروها امرأة شابة بأجنحة على الكتفين والساقين، ومن مميزاتها عصا الرسولية وإبريق ماء. تظهر كثيرًا على المزهريات اليونانية. واسمها نفسه يعني «قوس قزح».

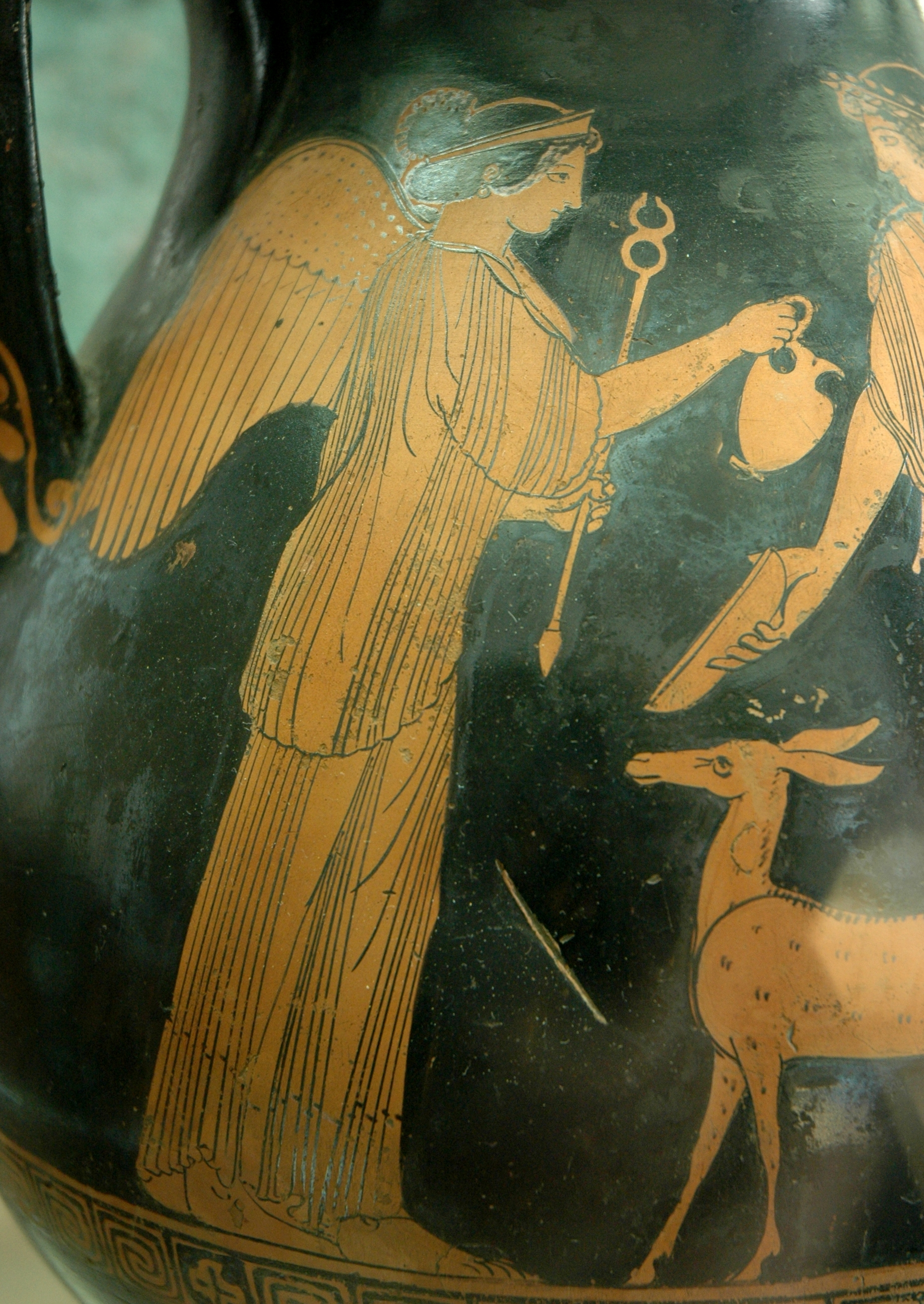
شخصية مجنحة تحمل صولجان: إيريس (رسول الآلهة) أو نايك (النصر)

## روابط خارجية
- «قزحية» من موقع Theoi.com
- هسيود وترانيم هومري وهوميريكا لهسيود (الترجمة الإنجليزية في مشروع جوتنبرج )
- الإلياذة لهوميروس (الترجمة الإنجليزية في مشروع جوتنبرج)
- أرجونوتيكا ، بقلم ج. القرن الثالث قبل الميلاد Apollonius Rhodius (الترجمة الإنجليزية في مشروع جوتنبرج)